# Поседнуће (филм из 1963)
Поседнуће (енгл. The Haunting), познат и под насловом Уклетост, британски је хорор филм из 1963. године, редитеља Роберта Вајза, са Џули Харис, Клер Блум, Ричардом Џонсоном и Расом Тамблином у главним улогама. Филм је рађен по роману Уклета кућа на брду ауторке Ширли Џексон. Радња прати групу од четворо људи који истражују уклету кућу. Роберт Вајз је за рад на овом филму био номинован за награду Златни глобус за најбољег редитеља.
Филм је биоскопски објављен 18. септембра 1963. у дистрибуцији продукцијске куће Метро-Голдвин-Мејер. Упркос томе што није остварио велики комерцијални успех и што је у почетку добијао осредње оцене критичара, то се временом променило и данас га многи сматрају једним од најбољих хорор филмова свих времена. Бројни познати редитељи, попут Стивена Спилберга и Мартина Скорсезеа, изјавили су да је Поседнуће имало значајног утицаја у њиховој даљој каријери. Често се води расправа о томе да ли је најбољи хорор из 1963. Поседнуће или Птице Алфреда Хичкока.
Године 1999. филм је добио истоимени римејк, који није био толико успешан, а главне улоге у њему су тумачили Лијам Нисон и Лили Тејлор.

## Радња
Др Џон Марквеј приповеда историју 90-годишње „Куће на брду”, коју је у Масачусетсу саградио Хју Крејн као дом за своју жену. Она је погинула када је њена кочија ударила о дрво док је први пут ишла ка кући. Крејн се поново оженио, али му је друга жена умрла у кући након пада низ степенице. Крејнова ћерка Абигејл живела је у кући до краја живота, а никада се није иселила из дечије собе. Умрла је дозивајући своју неговатељицу. Неговатељица је наследила кућу, али се касније обесила о спирално степениште у библиотеци. Кућу на брду је на крају наследила госпођа Санерсон, иако нико не живи у њој већ неко време.
Марквеј жели да проучи наводне паранормалне активности у Кући на брду и позива одабране појединце да се придруже његовој истрази; међутим, госпођа Санерсон захтева да Марквеј дозволи њеном наследнику Луку Санерсону да им се придружи. Само две друге особе прихватају позив — наводно видовита Теодора, и Еленор Ленс, која је као дете имала искуство са полтергајстом. Еленор је свој живот провела бринући о инвалидној мајци, због чије се недавне смрти Еленор носи са тешком кривицом.
Група открива да су зидови виле изграђени са нагнутим угловима, што је резултирало перспективама ван центра и вратима која се сама отварају и затварају. У библиотеци у кући налази се трошно спирално степениште, са које се обесила претходна власница. Током своје прве ноћи у кући, Еленор и Тео су уплашене звуковима ударања о врата Теине спаваће собе и чују претећи смех. Лук и доктор, међутим, касније наводе да нису чули никакву буку. Ујутро, укућани налазе речи „Помози Еленор Дођи Кући” написане кредом на зиду, што узнемирује Еленор. Група истражује кућу, откривајући огромну мермерну композитну статуу, наводно Светог Фрање који лечи губавце, која као да одражава низ ликова који су живели у кући (Хјуа Крејна, Абигејл и неговатељицу), али такође подсећа на др Марквеја, Тео и Еленор.
Доктор, Лук и Тео истражују библиотеку са трошним спиралним степеништем, али Еленор је превише уплашена да би ушла. Нагињући се преко веранде да погледа кулу са библиотеком, заврти јој се у глави и Марквеј успева да је ухвати. Он размишља да ли би требало да је пошаље кући, али Еленор протестује, окривљујући кућу, а не своје живце. Те вечери, др Марквеј открива хладно место испред дечије собе. Упркос свим овим појавама, Еленор почиње да осећа афинитет према кући.
Те ноћи, на Марквејево инсистирање, Тео се усељава у Еленорину собу и њих две заспу у креветима гурнутим један уз другог. Еленор буди наглашени глас мушкарца и жене која се смеје. Уплашена, Еленор тражи од Тео да је држи за руку и убрзо осећа стисак. Док Еленор слуша звук младе девојке која плаче, она виче на онога ко повређује дете. Тео се буди и открива да се Еленор преместила са кревета на кауч, а Еленор схвата да није држала Теину руку.
Следећег дана Тео се суочава са Еленор због њених растућих осећања према др Марквеју, а Елеанор узвраћа Тео да је „неприродна”, што имплицира или Теину способност да чита Еленорине мисли или њена скривена осећања према Еленор. Грејс, скептична супруга др Марквеја, стиже у Кућу на брду да га упозори да је један новинар сазнао за његову истрагу. Она најављује да планира да се придружи групи за време истраге, на запрепашћење Еленор, која је почела да гаји осећања према Марквеју, не знајући да је ожењен, и захтева да буде смештена у дечијој соби упркос упозорењу њеног мужа да је то вероватно центар паранормалних активности. Те ноћи у дневној соби, група чује гласно лупање, док невидљиви уљез покушава силом да уђе у собу, узрокујући избочење врата према унутра. Лупање се креће ка дечијој соби, где се чују звуци разарања. Еленор трчи ка извору и открива да је Грејс нестала. Еленорина ментална нестабилност се погоршава када она уђе у библиотеку и пење се трошним спиралним степеницама, праћена Марквејем, који покушава да је наговори да сиђе. На врху, Еленор изненада угледа Грејсино лице кроз вратанца. Изненађена, она умало не падне, али је Марквеј поново спасава.
Марквеј постаје узнемирен због Еленорине опсесије Кућом на брду упркос њеним опасностима. Еленор моли да остане, али Марквеј инсистира да она оде. Еленор одлази аутомобилом и убрза према предњим капијама. Волан почиње да се окреће сам од себе, а Еленор се бори да поврати контролу пре него што се преда невидљивој сили. Изненада се појављује женска фигура и пројури испред аутомобила, због чега се Еленор забија у дрво и умире. Марквеј и остали стижу и налазе Грејс, која каже да ју је кућа намерно држала изгубљену. Завршила је на тавану када је покушавала да пронађе пут до др Марквеја, а Еленор ју је видела. Није била сигурна како је нашла пут ван куће, или како је дошла испред Еленориног аутомобила. Лук примећује да је Еленор намерно усмерила ауто у дрво, али Марквеј тврди да је нешто било у возило са њом. Напомиње да је дрво било исто оно крај кога је погинула госпођа Крејн. Тео примећује да је Еленор добила оно што је желела — да остане у кући. Најзад убеђен у натприродне силе које је некада исмевао, Лука свечано каже: „Требало би да се спали... и да се земља посеје сољу”. Преко завршног снимка куће, део уводне нарације се понавља, овога пута Еленориним гласом.

## Улоге
| Глумац          | Улога             |
| --------------- | ----------------- |
| Џули Харис      | Еленор „Нел” Ленс |
| Клер Блум       | Теодора „Тео”     |
| Ричард Џонсон   | др Џон Марквеј    |
| Рас Тамблин     | Лук Санерсон      |
| Феј Комптон     | госпођа Санерсон  |
| Розали Крачли   | госпођа Дадли     |
| Лоис Максвел    | Грејс Марквеј     |
| Валентајн Далај | господин Дадли    |
| Дајана Клер     | Кери Фредерикс    |
| Роналд Адам     | Елдриџ Харпер     |